# Цимбалюк Євгеній Сергійович
Євгеній Сергійович Цимбалюк (нар. 19 червня 1996, Красний Лиман, Донецька область, Україна) — український футболіст, захисник чернігівської «Десни».

## Ігрова кар'єра
Вихованець донецького «Олімпіка». Після того, як ця команда в сезоні 2013/14 завоювала місце в Прем'єр-лізі, Цимбалюк був зарахований в її молодіжний склад. У дебютному сезоні 2014/15 молодий захисник зіграв 37 матчів у складі молодіжної та юнацької команд «Олімпіка», забив 6 голів. 30 травня 2015 року в грі проти «Іллічівця» дебютував у Прем'єр-лізі. Цимбалюк вийшов у стартовому складі «олімпійців» разом з ще одним дебютантом — Денисом Галенковим. Раніше обидва ці футболісти потрапляли в заявку на кубковий матч проти київського «Динамо».
2 червня 2023 року у передостанньому турі чемпіонату Вірменії забив у ворота Пюніка вирішальний гол у доданий час і приніс Урарту чемпіонство.

## Досягнення
- Чемпіон Вірменії (1):

«Урарту»: 2022-23
- Володар Кубка Вірменії (1):

«Урарту»: 2022-23